# Jagdgeschwader 133
La Jagdgeschwader 133  (JG 133) (133e escadron de chasseurs) est une unité de chasseurs de la Luftwaffe pendant la Seconde Guerre mondiale.
Active de 1938 à 1939, l'unité était affectée aux missions visant à assurer la supériorité aérienne de l'Allemagne dans le ciel de l'Europe.

## Opérations
Le JG 133 opère sur des chasseurs:
- Messerschmitt Bf 109 D et E.

## Organisation

### Stab. Gruppe
Formé le 1er novembre 1938 à Wiesbaden-Erbenheim à partir du Stab/JG 334.

Le 1er mai 1939, le Stab./JG 133 est renommé Stab/JG 53.
Geschwaderkommodore (Commandant de l'escadron) :
| Début             | Fin          | Grade          | Nom          |
| ----------------- | ------------ | -------------- | ------------ |
| 1er novembre 1938 | 1er mai 1939 | Oberstleutnant | Werner Junck |

### I. Gruppe
Formé le 1er novembre 1938 à Wiesbaden-Erbenheim à partir du I./JG 334 avec :
- Stab I./JG 133 à partir du Stab I./JG 334
- 1./JG 133 à partir du 1./JG 334
- 2./JG 133 à partir du 2./JG 334
- 3./JG 133 à partir du 3./JG 334

Le 1er mai 1939, il est renommé I./JG 53 :
- Stab I./JG 133 devient Stab I./JG 53
- 1./JG 133 devient 1./JG 53
- 2./JG 133 devient 2./JG 53
- 3./JG 133 devient 3./JG 53

Gruppenkommandeure (Commandant de groupe) :
| Début             | Fin          | Grade | Nom            |
| ----------------- | ------------ | ----- | -------------- |
| 1er novembre 1938 | 1er mai 1939 | Major | Hans-Hugo Witt |

### II. Gruppe
Formé le 1er novembre 1938 à Mannheim-Sandhofen  à partir du II./JG 334 avec :
- Stab II./JG 133 à partir du Stab II./JG 334
- 4./JG 133 à partir du 4./JG 334
- 5./JG 133 à partir du 5./JG 334
- 6./JG 133 à partir du 6./JG 334

Le 1er mai 1939, il est renommé II./JG 53 :
- Stab II./JG 133 devient Stab II./JG 53
- 4./JG 133 devient 4./JG 53
- 5./JG 133 devient 5./JG 53
- 6./JG 133 devient 6./JG 53

Gruppenkommandeure :
| Début             | Fin          | Grade | Nom                        |
| ----------------- | ------------ | ----- | -------------------------- |
| 1er novembre 1938 | 1er mai 1939 | Major | Hubert Merhart von Bernegg |